# Butte

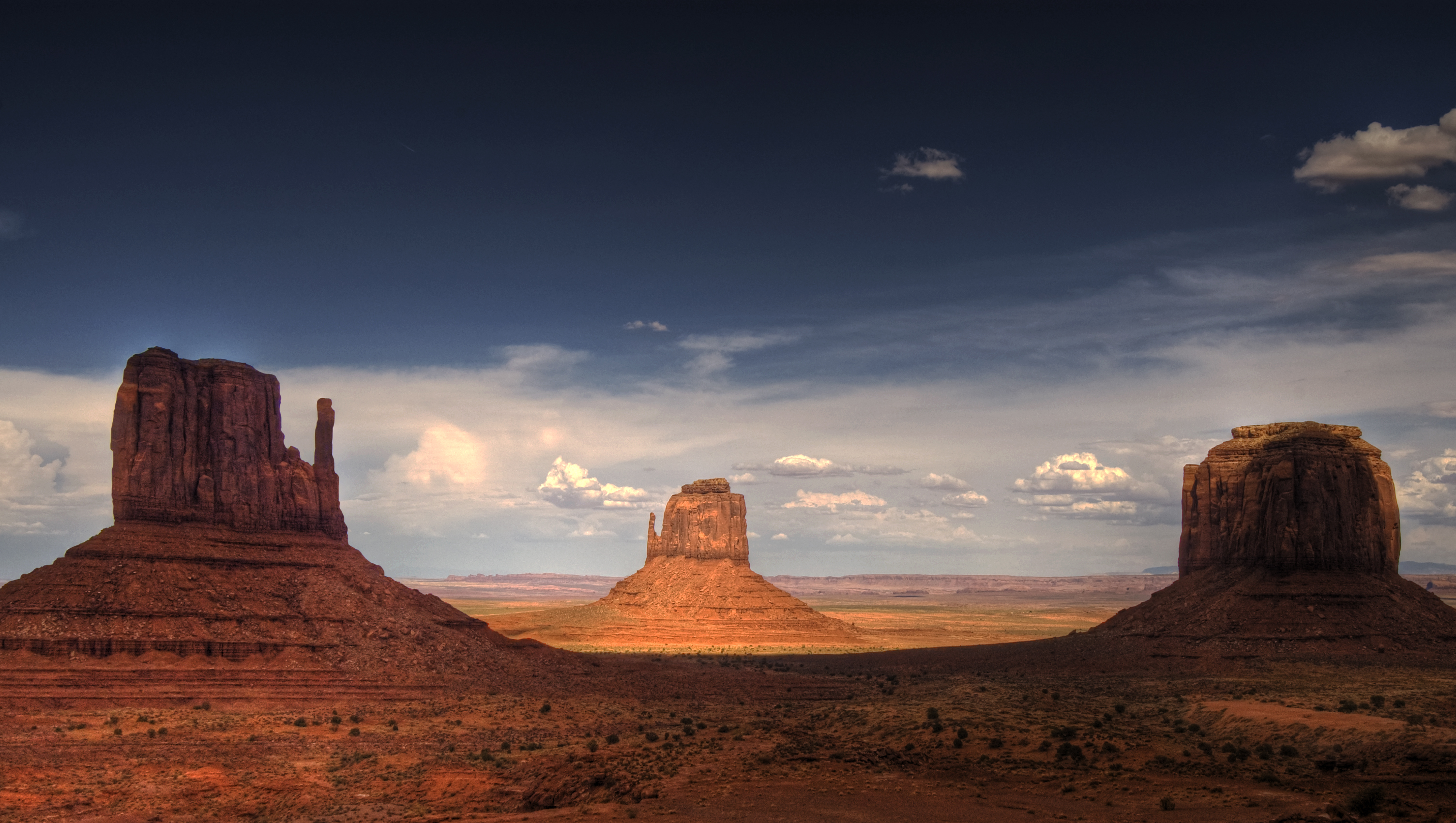
The Mittens và Merrick Butte ở Monument Valley, Arizona

Butte (/bjuːt/) là một từ tiếng Anh để chỉ một loại đồi đứng đơn lẻ, với đỉnh khá phẳng; butte bé hơn mesa và núi mặt bàn. Từ này bắt nguồn từ tiếng Pháp với nghĩa ban đầu là "đồi nhỏ". Vì hình dáng riêng biệt, butte rất dễ dàng được nhận ra. 
Để phân biệt giữa mesa và butte, các nhà địa chất học ước lệ rằng phần đỉnh của butte có chiều rộng nhỏ hơn chiều cao, còn mesa thì ngược lại.

## Những butte nổi bật
Mitten Buttes ở Monument Valley, Arizona là hai butte nổi tiếng và hay được nhắc đến nhất. Monument Valley và the Mittens là bối cảnh trong nhiều bộ phim Viễn Tây, trong đó có bảy bộ mà John Ford đạo diễn. Devils Tower tại đông bắc Wyoming là một butte nổi tiếng khác, làm từ đá mácma chứ không phải bằng sa thạch, đá vôi (hay đá trầm tích khác) như thông thường.

## Hình ảnh

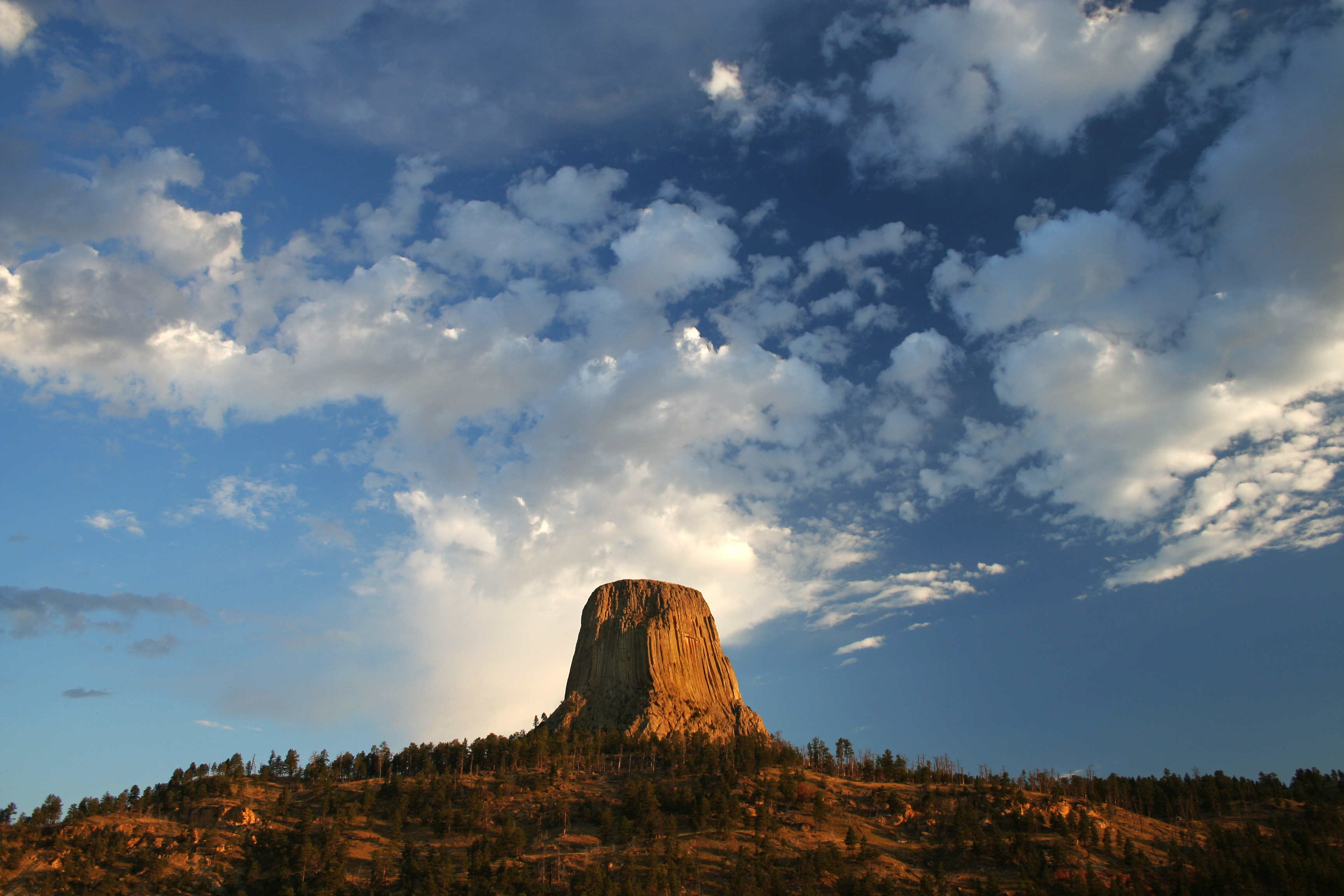
Devils Tower ở Wyoming
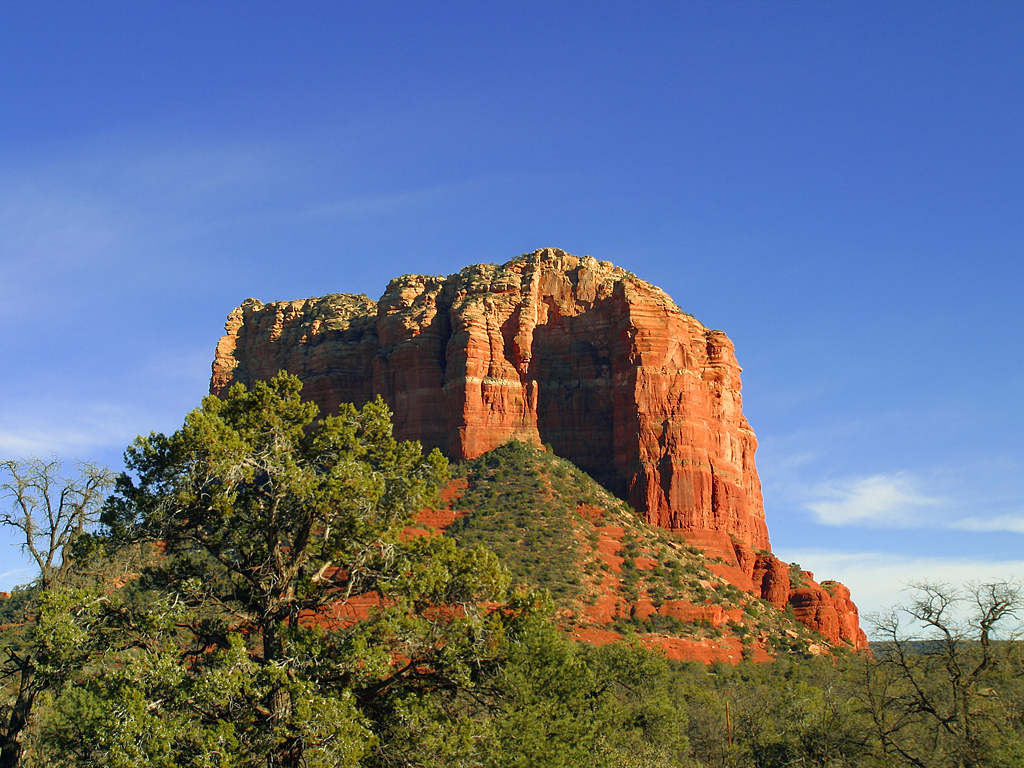
Courthouse Butte gần Sedona, Arizona
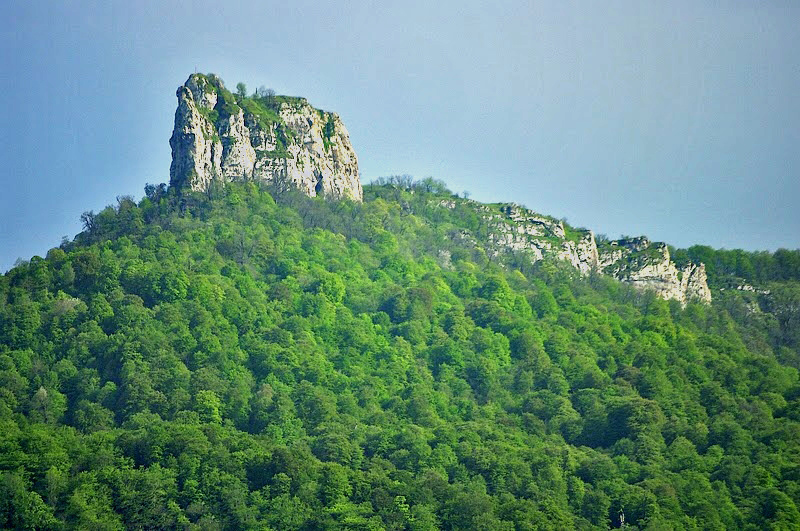
Kachaghakaberd (mang danh "pháo đài Qaxaç Qalası"), huyện Khojaly, Nagorno-Karabakh
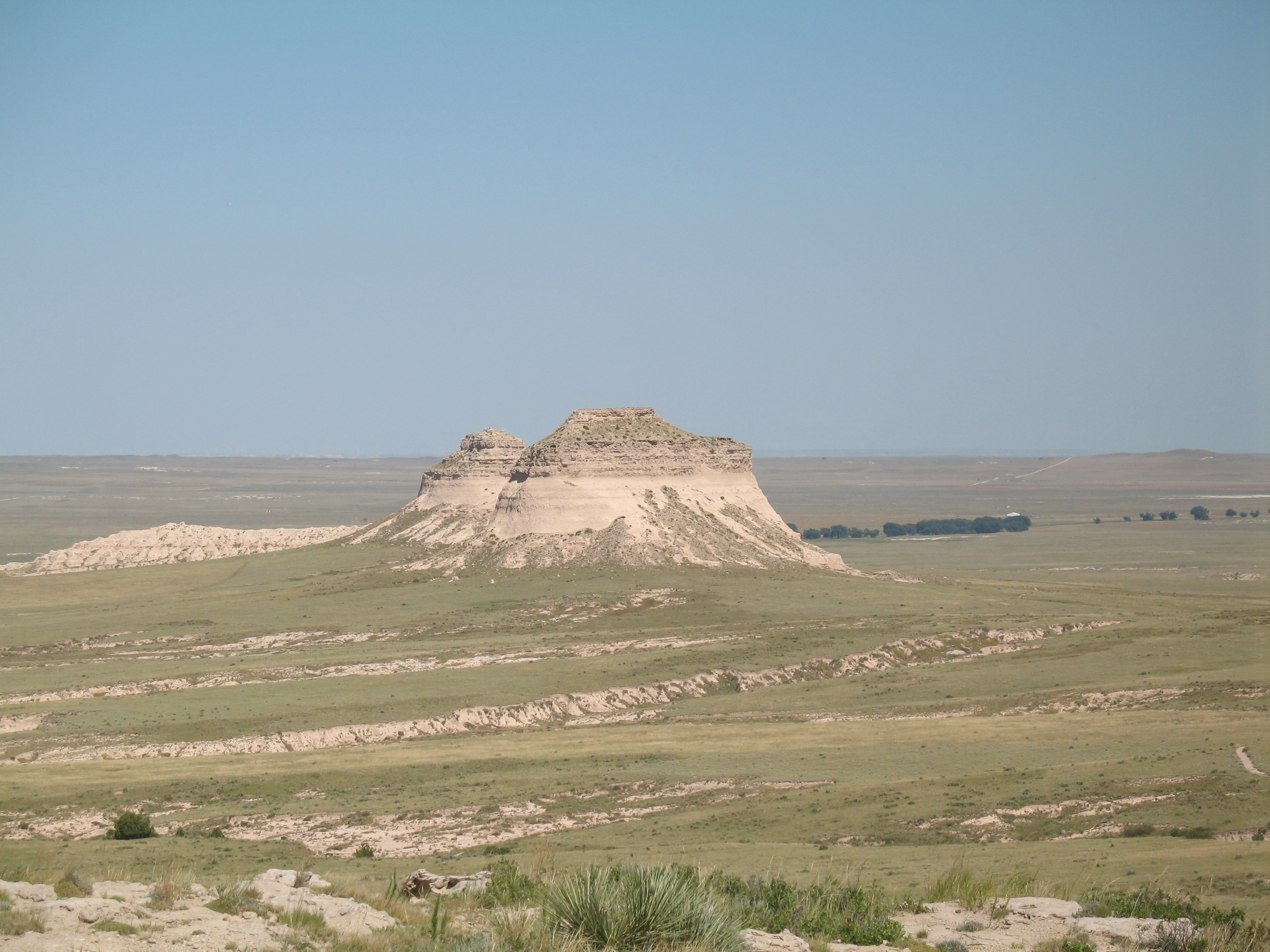
Pawnee Buttes, Đồng cỏ quốc gia Pawnee, Colorado
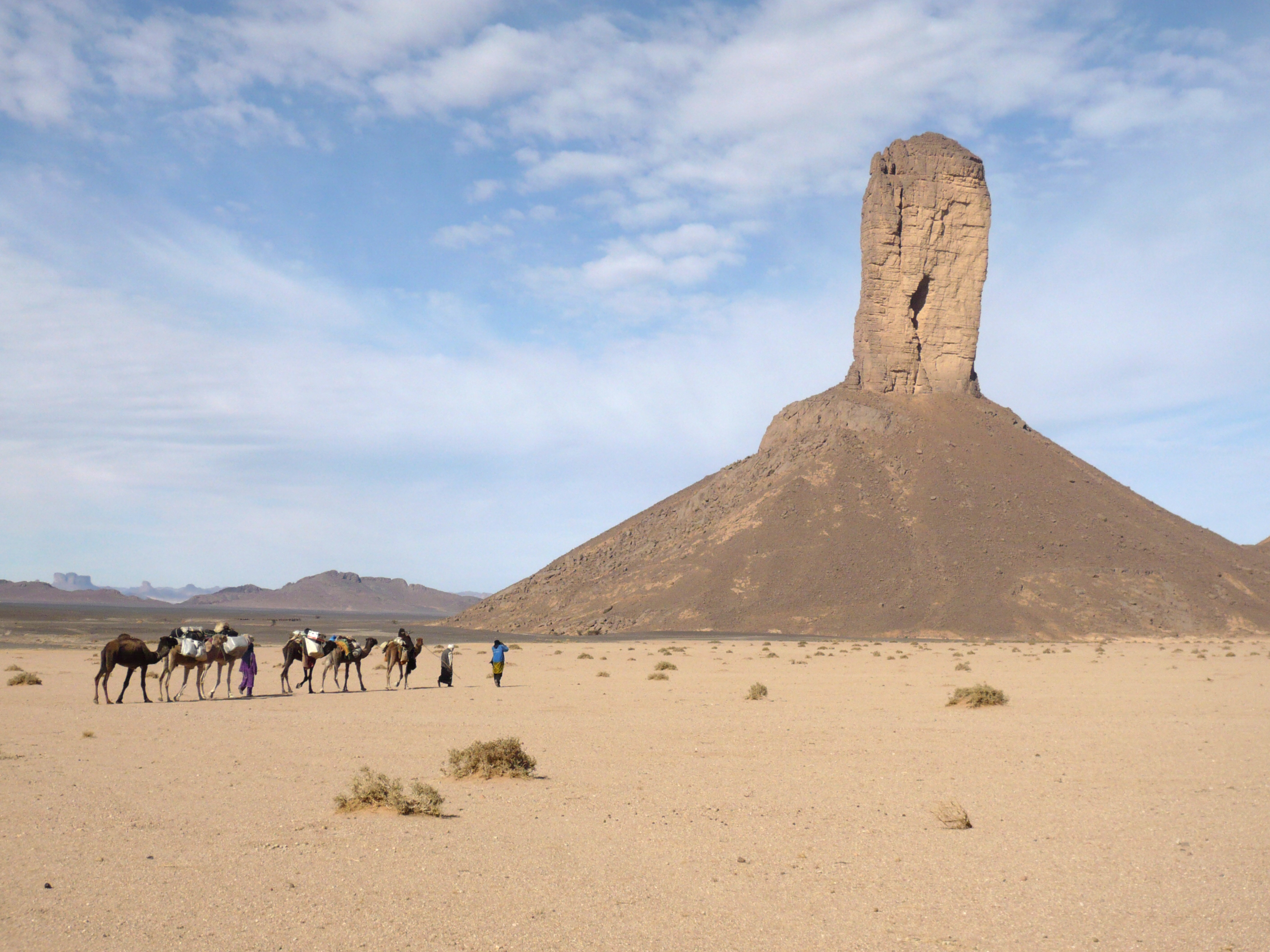
Butte tại tỉnh Tamanrasset, Algérie